# Pitosporovke
Pitosporovke (ljepljivci; lat. Pittosporaceae), biljna porodica iz reda celerolike koji je svoje ime dobio po rodu vazdazelenog grmlja i drveća, pitospor (Pittosporum), a ime mu dolazi od grčkog pissa, petta (smola) i spora (=sjemenka), po smolastom omotaču sjemenki.
U prave pitospore pripada 300 vrsta, dok cijela porodica obuhvaća preko 280 vrsta (287) unutar 11 rodova, a u Hrvatskoj raste Pittosporum tobira, poznata pood imenom roda, kao pitospor ili pitospora. Popularna je ukrasna biljka, često korištena za živicu jer se lako oblikuje, relativno brzo raste i ne zahtijeva preveliku brigu. Ostali poznatiji predstavnici su bilardijera (Billardiera), himenosporum (Hymenosporum). Nekadašnji rod puzeće plavo zvonce ili solija (Sollya) uklopljen je u rod Billardiera.
Vrste ove porodice raširene su u tropskim područjima južne Azije i Afrike, Australiji i Oceaniji.

## Tribusi i rodovi
1. Tribus Pittosporeae
  1. Bursaria Cav. (8 spp.)
  2. Auranticarpa L. W. Cayzer, Crisp & I. Telford (6 spp.)
  3. Pittosporum Gaertn. (219 spp.)
  4. Hymenosporum R. Br. ex F. Muell. (1 sp.)
2. Tribus Billardiereae
  1. Rhytidosporum F. Muell. ex Hook. fil. (5 spp.)
  2. Bentleya E. M. Benn. (1 sp.)
  3. Billardiera Sm. (16 spp.)
  4. Cheiranthera A. Cunn. ex Brongn. (9 spp.)
  5. Marianthus Hügel (20 spp.)